# سه داستان ممنوعه
سه داستان ممنوعه (ایتالیایی: Tre storie proibite) فیلمی به کارگردانی آگوستو جنینا است که در سال ۱۹۵۲ منتشر شد. از بازیگران آن می‌توان به آنتونلا لوالدی، گابریله فرزتی، جینو چروی، روبرتو ریسو و الئونورا روسی دراگو اشاره کرد.